# Лахонь
Лахонь (пол. Łachoń) — село в Польщі, у гміні Вінниця Пултуського повіту Мазовецького воєводства.
Населення — 45 осіб (2011).
У 1975—1998 роках село належало до Цехановського воєводства.

## Демографія
Демографічна структура станом на 31 березня 2011 року:
|          | Загалом | Допрацездатний вік | Працездатний вік | Постпрацездатний вік |
| -------- | ------- | ------------------ | ---------------- | -------------------- |
| Чоловіки | 18      | 4                  | 12               | 2                    |
| Жінки    | 27      | 7                  | 15               | 5                    |
| Разом    | 45      | 11                 | 27               | 7                    |